# 광주시 동구·북구
광주시 동구·북구는 대한민국의 옛 국회의원 선거구이다. 당시 전라남도 광주시 동구와 북구 지역을 관할했다.

## 역사
1980년 4월 1일에 전라남도 광주시 동구의 일부와 서구의 일부를 통합하여 북구가 신설되었다. 이에 따라 대한민국 제11대 국회의원 선거를 앞두고 광주시 동구·북구 선거구가 신설되었다.
1986년 11월 1일을 기해 전라남도 광주시가 광주직할시로 승격되었다. 여기에 대한민국 제13대 국회의원 선거에서 선거구 제도가 중선거구제에서 소선거구제로 회귀했다. 이에 따라 광주시 동구·북구 선거구는 동구, 북구 선거구로 분할되면서 폐지되었다.

## 역대 국회의원
| 선거   | 정당 | 정당       | 1위 의원 | 정당 | 정당       | 2위 의원 |
| ------ | ---- | ---------- | -------- | ---- | ---------- | -------- |
| 1981년 |      | 민주정의당 | 심상우   |      | 민주한국당 | 임재정   |
| 1985년 |      | 신한민주당 | 신기하   |      | 민주정의당 | 고귀남   |

## 역대 선거 결과

### 대한민국 제11대 국회의원 선거
|  | 22.96% |

|  | 17.66% |

|  | 16.36% |

|  | 10.61% |

|  | 8.31% |

|  | 6.61% |

|  | 6.16% |

|  | 5.70% |

|  | 2.26% |

|  | 1.77% |

|  | 1.53% |

|  | 0% |

### 대한민국 제12대 국회의원 선거
|  | 44.19% |

|  | 27.80% |

|  | 17.95% |

|  | 8.03% |

|  | 1.24% |

|  | 0.77% |